# Kevin Großkreutz
Kevin Großkreutz (født 19. juli 1988 i Dortmund, Vesttyskland) er en tysk fodboldspiller, der spiller som angriber hos Darmstadt 98. Han har tidligere spillet for blandt andet VfB Stuttgart og Borussia Dortmund.

## Landshold
Großkreutz står (pr. april 2018) noteret for seks kampe for Tysklands landshold, som han debuterede for den 13. maj 2010 i en venskabskamp mod Malta. Han var en del af den tyske trup, der vandt guld ved VM i 2014 i Brasilien.